# Saison 2015-2016 du Chelsea FC
Maillots
Chronologie
Saison précédente Saison suivante
La saison 2015-2016 du Chelsea FC est la 24e saison du club en Premier League. Elle fait suite au titre de champion d'Angleterre lors de la saison précédente.
Pour cette nouvelle saison, Chelsea est en compétition en Premier League, en Coupe d'Angleterre, en Coupe de la Ligue anglaise, et enfin en Ligue des champions où il est qualifié pour la phase de groupes.
Le Portugais José Mourinho est l'entraîneur de Chelsea lors de cette saison. Il est notamment reconnu pour avoir remporté la Ligue des champions en 2004 avec le FC Porto et en 2010 avec l'Inter Milan. Il a été également champion du Portugal, champion d'Italie et champion d'Espagne, mais surtout il a déjà remporté la Premier League avec Chelsea en 2005, 2006 et 2015.

## Avant-saison

### Matchs de préparation

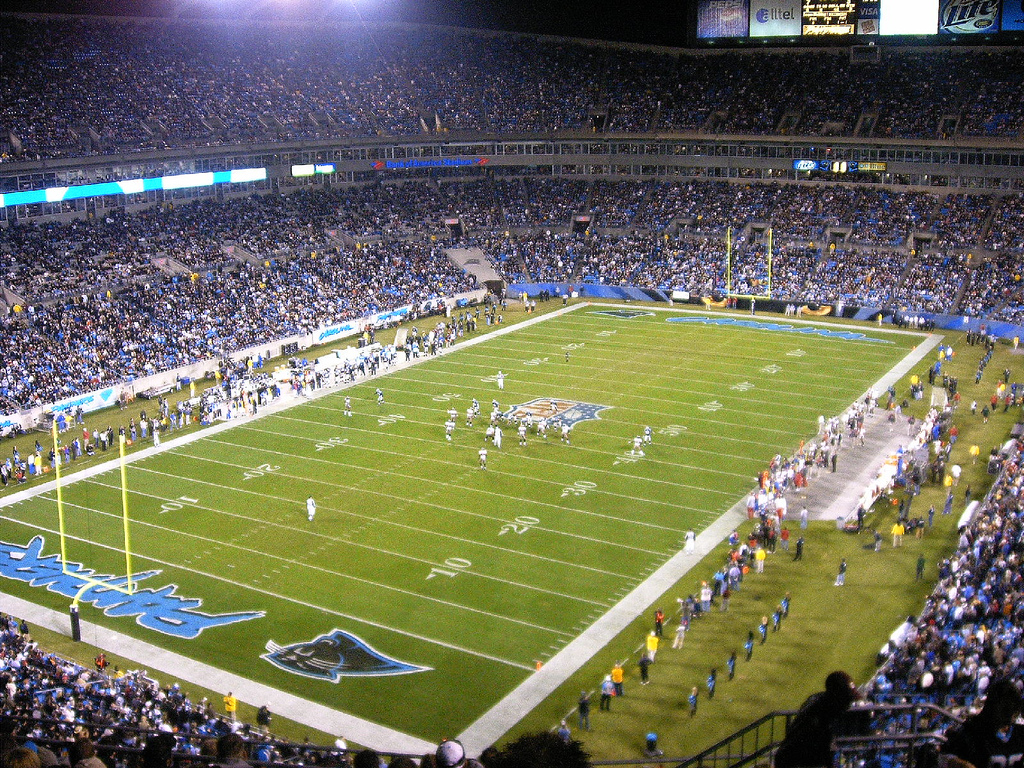
La Bank of America Stadium où Chelsea joue son 2e match de préparation contre le PSG.

Chelsea FC effectue sa préparation aux États-Unis et participe à l'International Champions Cup 2015 où il affronte le New York Red Bulls, club de Major League Soccer, le Paris Saint-Germain, champion de France, le FC Barcelone, récent vainqueur de la Ligue des champions et enfin la Fiorentina, club de Serie A.
Le premier match à la Red Bull Arena se solde par une défaite assez lourde (4–2) contre le club local, le New York Red Bulls. Chelsea étant vite balayé par trois buts new-yorkais en moins de 7 minutes. Loïc Rémy et Eden Hazard sont les seuls buteurs des Blues dans ce match.
La deuxième rencontre se joue à Charlotte contre le Paris Saint-Germain, club ayant éliminé les Londoniens quelques mois plus tôt en Ligue des Champions. À l'issue du temps réglementaire, les deux équipes se neutralisent (1–1) et une séance de tirs au but est organisée pour déterminer un vainqueur. Chelsea sort victorieux de cette séance grâce à des ratés de Bahebeck et Thiago Silva du côté parisien.
Le troisième et ultime match aux États-Unis se joue au FedEx Field contre le FC Barcelone. Chelsea ouvre rapidement le score grâce à un raid d'Eden Hazard, mais doit encore une fois concéder le nul (2–2) à l'issue du temps réglementaire. Les Blues remportent la séance de tirs au but sans rater un seul tir.
Pour le quatrième et dernier match de préparation, Chelsea retourne à Stamford Bridge pour rencontrer la Fiorentina. Les Blues sont défaits (1–0) une deuxième fois dans cette compétition.

## Transferts

### Période de transferts estivale

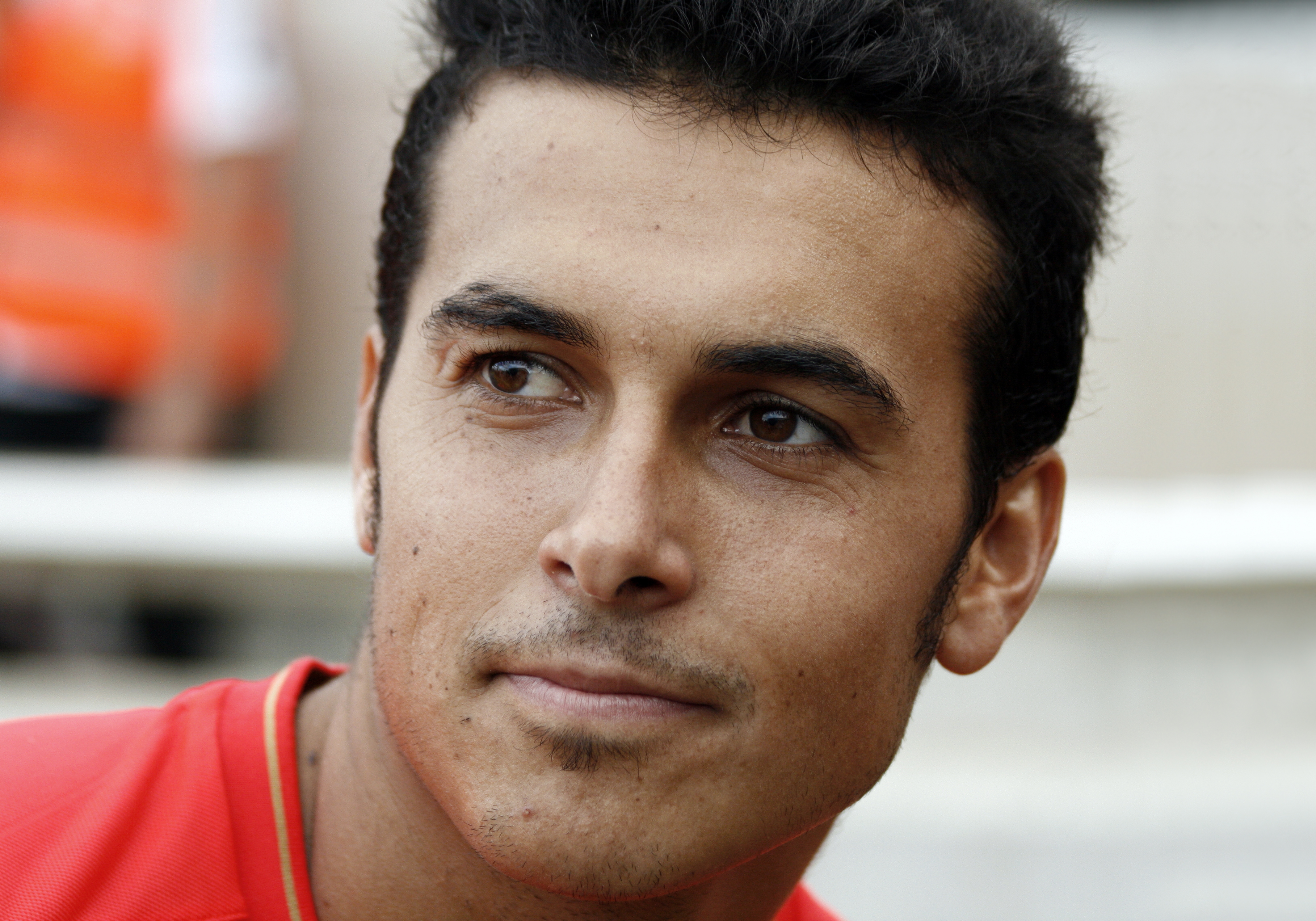
Pedro, attaquant du FC Barcelone est la tête d'affiche du mercato des Blues version 2015-2016.

En début de mercato, Chelsea signe trois milieux de terrain prometteurs pour un montant oscillant autour de 8 millions d'euros : deux joueurs en provenance du Brésil (Kenedy ainsi que Nathan) et un joueur serbe Danilo Pantić. Ces deux derniers sont prêtés dans la foulée au club filleul Vitesse Arnhem.
Du côté des départs en début de période de transferts, Chelsea se sépare définitivement de Thorgan Hazard, transféré au Borussia Mönchengladbach, de Gaël Kakuta, parti à Séville et enfin de l'emblématique gardien Petr Čech, subissant la concurrence de Thibaut Courtois, transféré à Arsenal. Ces départs permettent à Chelsea de récupérer 26 millions d'euros dès le début du mercato.
Plus tard, Chelsea recrute le gardien de Stoke City Asmir Begović pour pallier le départ de Čech. Le gardien bosnien devient ainsi la doublure de l'indiscutable Courtois.
Les départs continuent à la mi-mercato avec le retour de Filipe Luís à l'Atletico Madrid, son passage de seulement un an est un échec, et le transfert de la légende des Blues Didier Drogba à l'Impact Montréal pour une dernière aventure. Ces transferts permettent à Chelsea de récupérer 16 millions d'euros.
Chelsea décide enfin d’enrôler des joueurs pour renforcer son effectif après le début de saison mitigé : ainsi, après la défaite 3–0 contre Manchester City, le latéral gauche Baba Rahman et Pedro, attaquant du FC Barcelone signent au club pour 55 millions d'euros.
| Nom               | Nationalité        | Poste     | Transfert                                       | Provenance/Destination   | Division        |
| ----------------- | ------------------ | --------- | ----------------------------------------------- | ------------------------ | --------------- |
| Arrivées          |                    |           |                                                 |                          |                 |
| Nathan            | Brésil             | Milieu    | Transfert (6.2 millions d'euros)                | Atlético Paranaense      | Brasileirão     |
| Asmir Begović     | Bosnie-Herzégovine | Gardien   | Transfert (11.3 millions d'euros)               | Stoke City               | Premier League  |
| Radamel Falcao    | Colombie           | Attaquant | Prêt Payant (6 millions d'euros) + Option Achat | AS Monaco                | Ligue 1         |
| Danilo Pantić     | Serbie             | Milieu    | Transfert (1.6 million d'euros)                 | Partizan Belgrade        | Jelen SuperLiga |
| Kenedy            | Brésil             | Milieu    | Transfert (10 millions d'euros)                 | Fluminense               | Brasileirão     |
| Abdul Baba Rahman | Ghana              | Défenseur | Transfert (25 millions d'euros)                 | FC Augsbourg             | Bundesliga      |
| Pedro             | Espagne            | Attaquant | Transfert (27+3 millions d'euros)               | FC Barcelone             | Liga BBVA       |
| Papy Djilobodji   | Sénégal            | Défenseur | Transfert (3 millions d'euros)                  | FC Nantes                | Ligue 1         |
| Michael Hector    | Jamaïque           | Défenseur | Transfert (5,4 millions d'euros)                | Reading FC               | Championship    |
| Marco Amelia      | Italie             | Gardien   | Libre                                           | Pérouse                  | Serie B         |
| Départs           |                    |           |                                                 |                          |                 |
| Thorgan Hazard    | Belgique           | Milieu    | Transfert (8 millions d'euros)                  | Borussia Mönchengladbach | Bundesliga      |
| Didier Drogba     | Côte d'Ivoire      | Attaquant | Libre                                           | Impact de Montréal       | / MLS           |
| Petr Čech         | République tchèque | Gardien   | Transfert (15 millions d'euros)                 | Arsenal                  | Premier League  |
| Mohamed Salah     | Égypte             | Attaquant | Transfert (20 millions d'euros)                 | Roma                     | Serie A         |
| Josh McEachran    | Angleterre         | Milieu    | Transfert                                       | Brentford                | Championship    |
| Gaël Kakuta       | France             | Milieu    | Transfert (3.5 millions d'euros)                | Séville                  | Liga BBVA       |
| George Brady      | Angleterre         | Défenseur | Libre                                           | Sunderland               | Premier League  |
| Filipe Luís       | Brésil             | Défenseur | Transfert (16 millions d'euros)                 | Atlético Madrid          | Liga BBVA       |
| Oriol Romeu       | Espagne            | Milieu    | Transfert (7 millions d'euros)                  | Southampton              | Premier League  |

Du côté des prolongations, l'entraîneur portugais José Mourinho prolonge jusqu'en 2019 avec le club londonien, les joueurs Tomáš Kalas Nathan Aké suivent le même exemple et augmentent leur bail.
| Nom                 | Nationalité        | Position   | Durée Contrat | Fin Contrat |
| ------------------- | ------------------ | ---------- | ------------- | ----------- |
| José Mourinho       | Portugal           | Entraîneur | 4 ans         | 2019        |
| Andreas Christensen | Danemark           | Défenseur  | 5 ans         | 2020        |
| Patrick Bamford     | Angleterre         | Attaquant  | 3 ans         | 2018        |
| Tomáš Kalas         | République tchèque | Défenseur  | 3 ans         | 2018        |
| Todd Kane           | Angleterre         | Défenseur  | 3 ans         | 2018        |
| Nathan Aké          | Pays-Bas           | Défenseur  | 5 ans         | 2020        |
| Isaiah Brown        | Angleterre         | Attaquant  | 4 ans         | 2019        |
| Victor Moses        | Nigeria            | Milieu     | 4 ans         | 2019        |

### Période de transferts hivernale
| Nom            | Nationalité | Poste     | Transfert                        | Provenance/Destination | Division              |
| -------------- | ----------- | --------- | -------------------------------- | ---------------------- | --------------------- |
| Arrivées       |             |           |                                  |                        |                       |
| Matt Miazga    | États-Unis  | Défenseur | Transfert (4,5 millions d'euros) | New York Red Bulls     | / Major League Soccer |
| Alexandre Pato | Brésil      | Attaquant | Prêt                             | SC Corinthians         | Brasileirão           |
| Départs        |             |           |                                  |                        |                       |
| Ramires        | Brésil      | Milieu    | Transfert (32 millions d'euros)  | Jiangsu Suning         | Chinese Super League  |

## Compétitions
| Premier League          | Ligue des champions                               | FA Cup                                | League Cup                                        | Community Shield                  |
| ----------------------- | ------------------------------------------------- | ------------------------------------- | ------------------------------------------------- | --------------------------------- |
| Dixième place 40 points | Huitièmes de finale face au Paris SG (2-4 cumulé) | Sixième tour face au Everton FC (2-0) | Deuxième tour face à Stoke City (1–1 ap, 5–4 tab) | Finaliste face à Arsenal FC (1-0) |
| 10V 10N 9D              | 4V 1N 3D                                          | 3V 0N 1D                              | 1V 0N 1D                                          | 0V 0N 1D                          |
| TOTAL: 18V 12N 13D      |                                                   |                                       |                                                   |                                   |

### Community Shield

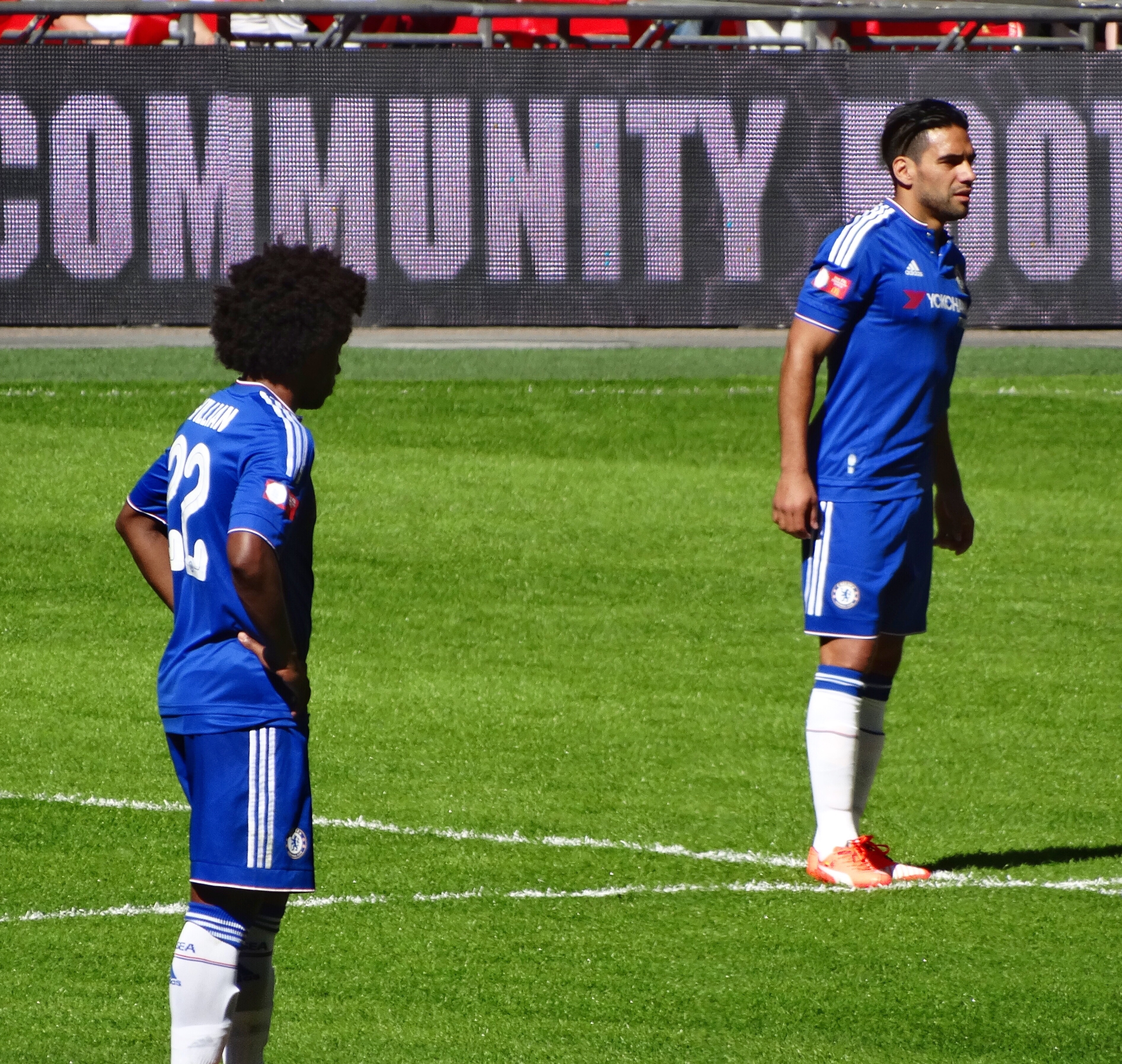
Willian (à gauche) et Radamel Falcao (à droite), lors du Community Shield 2015 (1–0) face à Arsenal FC.

L'édition 2015 du Community Shield se déroule à Wembley le 2 août 2015. Chelsea, champion d'Angleterre en titre, y affronte son ennemi londonien Arsenal FC, vainqueur de la FA Cup 2015.
Pour le premier match officiel de la saison, José Mourinho décide d'aligner une équipe quasi-type en 4–2–3–1. Le buteur espagnol Diego Costa est le seul absent, il est remplacé à la pointe de l'attaque par le Français Loïc Rémy. Du côté d'Arsenal, même son de cloche, Arsène Wenger aligne ses meilleurs joueurs.
La première mi-temps des Blues n'est pas aboutie : les attaquants ne parviennent pas à se créer des actions franches et Willian est le seul joueur tranchant. C'est assez logiquement que Chelsea concède l'ouverture du score à la 24e minute par une frappe d'Alex Oxlade-Chamberlain dans la lucarne de Thibaut Courtois. Chelsea essaye de riposter avec un tir de Ramires mais retourne aux vestiaires sans avoir cadré un tir et en étant mené 1–0.
Au retour des vestiaires, José Mourinho décide d'aligner sa nouvelle recrue : l'attaquant colombien Radamel Falcao. Une autre solution offensive, le brésilien Oscar fait également son entrée dix minutes plus tard. Mais Chelsea est toujours au pied du mur, et mis à part plusieurs tirs d'Eden Hazard, la copie est mitigée et Arsenal FC remporte le Community Shield.
La défaite est assez amère pour les Blues car il s'agit du premier revers de Chelsea avec José Mourinho contre l'entraîneur français Arsène Wenger, mais surtout, les Blues ont raté l'occasion de commencer la saison avec un titre.

### Championnat

#### Août – Un début de saison inquiétant marqué par une défaillance défensive
Les Blues commencent leur saison à domicile le 8 août 2015 contre Swansea City, 8e du dernier championnat. José Mourinho titularise une équipe type renforcée par le retour du buteur vedette Diego Costa. Chelsea ouvre le score grâce à un coup franc d'Oscar mais doit concéder à deux reprises l'égalisation : une première fois avec André Ayew puis une deuxième fois avec un penalty de Bafétimbi Gomis où Thibaut Courtois est expulsé. Chelsea ne parvient pas à reprendre l'avantage et réalise le nul (2–2). 

De plus, ce match est entaché par une polémique entre José Mourinho et Eva Carneiro, médecin du club : en effet, l'entraîneur portugais a insulté cette dernière après une intervention sur Eden Hazard, jugée pas assez sérieuse par Mourinho pour solliciter le soin des médecins. Cette « affaire » fait la une de nombreux journaux anglais.
Le 16 août 2015, Chelsea se déplace à l'Etihad Stadium pour affronter son dauphin Manchester City : c'est le choc de ce début de saison. Cette rencontre vire rapidement au cauchemar pour les Blues qui sont apathiques en première période. Asmir Begović s'interpose sur les nombreuses actions citizens, hormis sur la frappe de Sergio Agüero à la 31e qui permet à City d'ouvrir le score. Au retour des vestiaires, la déroute continue et Chelsea doit encaisser deux buts (3–0), l'un de Vincent Kompany et l'autre de Fernandinho : les faiblesses défensives de Chelsea, rares l'an dernier, sont clairement en cause.
Le 23 août 2015, Chelsea effectue un nouveau déplacement à West Bromwich Albion. La nouvelle recrue Pedro commence le match et réalise une excellente performance avec un but et une passe décisive, ce qui lui permet d'être élu homme du match. Les Blues maîtrisent leur sujet et s'imposent (3–2) pour la première fois de la saison en concédant tout de même deux buts et un carton rouge de John Terry.
Pour le 100e match de Mourinho à Stamford Bridge, Chelsea s'incline une seconde fois contre Crystal Palace (1–2) en encaissant un but de Bakary Koné puis encore un autre de Joel Ward après l'égalisation de Radamel Falcao. Défaite plus que symbolique car il s'agit du deuxième revers à domicile de Mourinho avec Chelsea en 6 saisons.
À l'issue de ce mois d'août très mitigé, Chelsea pointe à la 13e place avec 4 points, soit le pire départ d'un champion depuis 1995, mais surtout, c'est la défaillance de la défense des Blues avec 9 buts encaissés en 4 journées qui est montrée du doigt. Chelsea est déjà mal embarqué, contrairement à son rival Manchester City qui affiche une avance de 8 points sur les Londoniens.

#### Septembre – Un problème défensif toujours aussi persistant
Le 12 septembre 2015, Chelsea ne parvient toujours pas à redresser la situation et s'incline, pour la troisième fois depuis le début du championnat et la deuxième fois consécutive, contre Everton (3–1), malgré un but de Nemanja Matić avant la mi-temps. Le triplé de Steven Naismith porte le nombre total de buts encaissés par Chelsea au nombre de 12, soit la pire défense de Premier League.
Pour le choc de la 6e journée, Chelsea reçoit Arsenal et souhaite prendre sa revanche après sa défaite (1–0) au Community Shield un mois auparavant. Chose faite puisque les Blues, bénéficiant des exclusions de Gabriel Paulista et Santi Cazorla, ouvrent d'abord le score après la pause par l'intermédiaire de Kurt Zouma puis Eden Hazard à la fin du match. Il s'agit du deuxième succès de la saison (2–0), avec la victoire contre West Brom, qui permet à Chelsea de grappiller quelques places au classement.
Le 26 septembre 2015, Chelsea en déplacement à Newcastle réussit à arracher le nul en fin de match (2–2) avec un but de Willian après avoir été mené par deux buts à l'heure de jeu.
À l'issue du mois de septembre, Chelsea pointe à une timide 15e place et n'arrive toujours pas à démarrer sa saison en concédant un nul et une défaite, même si la victoire contre Arsenal aurait pu donner un signe de sursaut. Les Blues affichent également un retard de huit points sur le leader Manchester United.

#### Classement actuel
| Rang | Équipe               | Pts | J | G | N | P | Bp | Bc | Diff |
| ---- | -------------------- | --- | - | - | - | - | -- | -- | ---- |
| 1    | Manchester City      | 12  | 4 | 4 | 0 | 0 | 10 | 0  | +10  |
| 2    | Crystal Palace FC    | 9   | 4 | 3 | 0 | 1 | 8  | 5  | +3   |
| 3    | Leicester City       | 8   | 4 | 2 | 2 | 0 | 8  | 5  | +3   |
| 4    | Manchester United    | 6   | 2 | 2 | 0 | 0 | 2  | 0  | +2   |
| 5    | Everton FC           | 4   | 2 | 1 | 1 | 0 | 5  | 2  | +3   |
| 6    | Swansea City         | 4   | 2 | 1 | 1 | 0 | 4  | 2  | +2   |
| 7    | Liverpool FC         | 7   | 4 | 2 | 1 | 1 | 2  | 3  | -1   |
| 8    | West Ham United      | 3   | 2 | 1 | 0 | 1 | 3  | 2  | +1   |
| 9    | Norwich City P       | 3   | 2 | 1 | 0 | 1 | 4  | 4  | 0    |
| 10   | Aston Villa FC       | 3   | 2 | 1 | 0 | 1 | 1  | 1  | 0    |
| 11   | Arsenal FC           | 3   | 2 | 1 | 0 | 1 | 2  | 3  | -1   |
| 12   | Watford FC P         | 2   | 2 | 0 | 2 | 0 | 2  | 2  | 0    |
| 13   | Tottenham Hotspur    | 1   | 2 | 0 | 1 | 1 | 2  | 3  | -1   |
| 14   | Stoke City           | 1   | 2 | 0 | 1 | 1 | 2  | 3  | -1   |
| 15   | Newcastle United     | 1   | 2 | 0 | 1 | 1 | 2  | 4  | -2   |
| 16   | Chelsea FC T         | 1   | 2 | 0 | 1 | 1 | 2  | 5  | -3   |
| 17   | Southampton FC       | 1   | 2 | 0 | 1 | 1 | 2  | 5  | -3   |
| 18   | West Bromwich Albion | 1   | 2 | 0 | 1 | 1 | 0  | 3  | -3   |
| 19   | AFC Bournemouth P    | 0   | 2 | 0 | 0 | 2 | 0  | 2  | -2   |
| 20   | Sunderland AFC       | 0   | 2 | 0 | 0 | 2 | 3  | 7  | -4   |

#### Évolution du classement
| Journée  | 1 | 2  | 3  | 4  | 5  | 6  | 7  | 8  | 9  | 10 | 11 | 12 | 13 | 14 | 15 | 16 | 17 | 18 | 19 | 20 | 21 | 22 | 23 | 24 | 25 | 26 | 27 | 28 | 29 | 30 | 31 | 32 | 33 | 34 | 35 | 36 | 37 | 38 | Journées en tête |
| -------- | - | -- | -- | -- | -- | -- | -- | -- | -- | -- | -- | -- | -- | -- | -- | -- | -- | -- | -- | -- | -- | -- | -- | -- | -- | -- | -- | -- | -- | -- | -- | -- | -- | -- | -- | -- | -- | -- | ---------------- |
| Rang     | 8 | 16 | 10 | 13 | 17 | 15 | 15 | 16 | 11 | 15 | 15 | 16 | 15 | 14 | 14 | 16 | 15 | 15 | 14 | 14 | 14 | 14 | 13 | 13 | 13 | 12 | 11 | 8  | 10 |    |    |    |    |    |    |    |    |    | 0                |
| Résultat | N | P  | G  | P  | P  | G  | N  | P  | G  | P  | P  | P  | G  | N  | P  | P  | G  | N  | N  | G  | N  | N  | G  | N  | N  | G  | G  | G  | N  |    |    |    |    |    |    |    |    |    | —                |

#### Résultats par adversaire
| Adversaire           | Domicile | Extérieur | Double ? |
| -------------------- | -------- | --------- | -------- |
| Arsenal              | 2–0      | 0–1       | Oui      |
| Aston Villa          | 2–0      | 0–4       | Oui      |
| Bournemouth          | 0–1      | 1–4       | Non      |
| Crystal Palace       | 1–2      | 0–3       | Non      |
| Everton              | 3–3      | 3–1       | Non      |
| Leicester City       | 1–1      | 2–1       | Non      |
| Liverpool            | 1–3      | 1–1       | Non      |
| Manchester City      | 0–3      | 3-0       | Non      |
| Manchester United    | 1–1      | 0–0       | Non      |
| Newcastle United     | 5–1      | 2–2       | Non      |
| Norwich City         | 1–0      | 1–2       | Oui      |
| Southampton          | 1–3      | 1–2       | Non      |
| Stoke City           | 1–1      | 1–0       | Non      |
| Sunderland           | 3–1      | 3–2       | Non      |
| Swansea City         | 2–2      | 1–0       | Non      |
| Tottenham Hotspur    | 2–2      | 0–0       | Non      |
| Watford              | 2–2      | 0–0       | Non      |
| West Bromwich Albion | 2–2      | 3–2       | Non      |
| West Ham United      | 2–2      | 2–1       | Non      |

### Ligue des champions

#### Phase de groupes
Chelsea est directement qualifié pour la phase de groupes de la Ligue des champions grâce à son titre de champion d'Angleterre 2015. Placé dans le pot 1 lors du tirage de la phase de groupes, Chelsea hérite du FC Porto, vice-champion du Portugal, du club ukrainien Dynamo Kiev et ainsi que du champion d’Israël le Maccabi Tel-Aviv.
La phase de groupes débutera le 16 septembre 2015 avec la réception du Maccabi Tel-Aviv et se terminera le 9 décembre 2015 contre le FC Porto.
| Rang | Équipe           | Pts | J | G | N | P | Bp | Bc | Diff |
| ---- | ---------------- | --- | - | - | - | - | -- | -- | ---- |
| 1    | Chelsea FC       | 13  | 6 | 4 | 1 | 1 | 10 | 3  | +7   |
| 2    | Dynamo Kiev      | 11  | 6 | 3 | 2 | 1 | 8  | 4  | +4   |
| 3    | FC Porto         | 10  | 6 | 3 | 1 | 2 | 9  | 8  | +1   |
| 4    | Maccabi Tel-Aviv | 0   | 6 | 0 | 0 | 6 | 1  | 15 | -14  |

#### Phase finale
Pour la troisième saison consécutive, Chelsea affronte le Paris Saint-Germain FC en huitièmes de finale. Le match aller a lieu le 16 février au Parc des Princes et le match retour le 9 mars au Stamford Bridge. Chelsea perd les deux matchs sur le même score (1–2) avec notamment deux buts concédés par Zlatan Ibrahimović. John Obi Mikel, à l'aller, et Diego Costa, au retour, sont les deux seuls buteurs pour les Blues. Chelsea est ainsi éliminé une deuxième fois consécutive en huitièmes de finale par le Paris Saint-Germain.

## Effectif 2015-2016

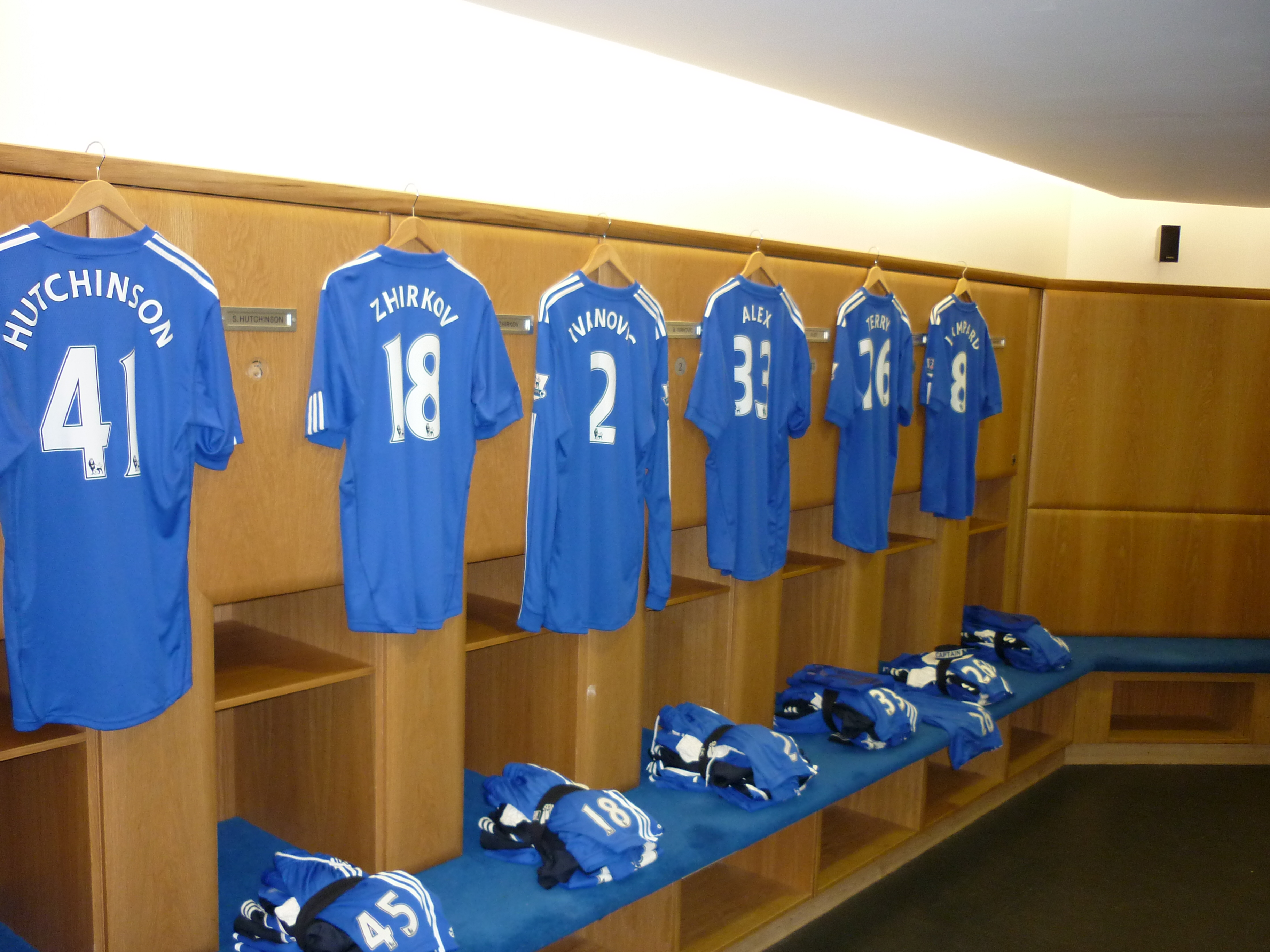
Vestiaire des joueurs de Chelsea à Stamford Bridge

### Joueurs prêtés
Le tableau suivant liste les joueurs en prêt pour la saison 2015-2016.
| Joueurs prêtés |    |                             |                     |                     |                    |                          |  |
| \| N° \| P. \| Nat. \| Nom \| Date de naissance \| Sélection \| Club en prêt \| \| \| — \| G \| \| Matej Delač \| 20/08/1992 (32 ans) \| Croatie espoirs \| Sarajevo \| \| \| — \| D \| \| Nathan Aké \| 18/02/1995 (30 ans) \| Pays-Bas espoirs \| Watford \| \| \| — \| D \| \| Andreas Christensen \| 10/04/1996 (28 ans) \| Danemark \| Borussia Mönchengladbach \| \| \| — \| D \| \| Cristian Cuevas \| 02/04/1995 (29 ans) \| Chili U20 \| Saint-Trond \| \| \| — \| D \| \| Alex Davey \| 24/11/1994 (30 ans) \| Écosse U19 \| Peterborough United \| \| \| — \| D \| \| Michael Hector \| 19/07/1992 (32 ans) \| Jamaïque \| Reading \| \| \| — \| D \| \| Tomáš Kalas \| 15/05/1993 (31 ans) \| Tchéquie \| Middlesbrough \| \| \| — \| D \| \| Todd Kane \| 17/09/1993 (31 ans) \| Angleterre U19 \| NEC \| \| \| — \| D \| \| Cristian Manea \| 09/08/1997 (27 ans) \| Roumanie \| Mouscron-Péruwelz \| \| \| — \| D \| \| Kenneth Omeruo \| 17/10/1993 (31 ans) \| Nigeria \| Kasımpaşa \| \| \| — \| D \| \| Wallace \| 01/05/1994 (30 ans) \| Brésil U20 \| Carpi \| \| \| — \| M \| \| Victorien Angban \| 29/09/1996 (28 ans) \| Côte d'Ivoire U20 \| Saint-Trond \| \| \| — \| M \| \| Christian Atsu \| 10/01/1992 (33 ans) \| Ghana \| Bournemouth \| \| \| — \| M \| \| Lewis Baker \| 25/04/1995 (29 ans) \| Angleterre espoirs \| Vitesse \| \| \| — \| M \| \| Jérémie Boga \| 03/01/1997 (28 ans) \| France U19 \| Rennes \| \| \| — \| M \| \| Nathaniel Chalobah \| 12/12/1994 (30 ans) \| Angleterre espoirs \| Naples \| \| \| — \| M \| \| Juan Cuadrado \| 26/05/1988 (36 ans) \| Colombie \| Juventus \| \| \| — \| M \| \| Ulises Dávila \| 13/04/1991 (33 ans) \| Mexique U20 \| Vitória \| \| \| — \| M \| \| Jordan Houghton \| 09/11/1995 (29 ans) \| Angleterre U20 \| Gillingham \| \| \| — \| M \| \| Marko Marin \| 13/03/1989 (36 ans) \| Allemagne \| Trabzonspor \| \| \| — \| M \| \| Victor Moses \| 12/12/1990 (34 ans) \| Nigeria \| West Ham United \| \| \| — \| M \| \| Nathan \| 13/03/1996 (29 ans) \| Brésil U20 \| Vitesse \| \| \| — \| M \| \| Danilo Pantić \| 26/10/1996 (28 ans) \| Serbie U20 \| Vitesse \| \| \| — \| M \| \| Mario Pašalić \| 09/02/1995 (30 ans) \| Croatie \| Monaco \| \| \| — \| M \| \| Lucas Piazon \| 20/01/1994 (31 ans) \| Brésil U20 \| Reading \| \| \| — \| M \| \| Marco van Ginkel \| 01/12/1992 (32 ans) \| Pays-Bas \| Stoke City \| \| \| — \| A \| \| Patrick Bamford \| 05/09/1993 (31 ans) \| Angleterre espoirs \| Crystal Palace \| \| \| — \| A \| \| Isaiah Brown \| 07/01/1997 (28 ans) \| Angleterre U20 \| Vitesse \| \| \| — \| A \| \| Islam Feruz \| 10/09/1995 (29 ans) \| Écosse espoirs \| Hibernian \| \| \| — \| A \| \| Stipe Perica \| 07/07/1995 (29 ans) \| Croatie espoirs \| Udinese \| \| \| — \| A \| \| João Rodriguez \| 12/05/1996 (28 ans) \| Colombie U20 \| Saint-Trond \| \| \| — \| A \| \| Dominic Solanke \| 14/09/1997 (27 ans) \| Angleterre U18 \| Vitesse \| \| |    |                             |                     |                     |                    |                          |  |
| N° | P. | Nat.                        | Nom                 | Date de naissance   | Sélection          | Club en prêt             |  |
| — | G  | Drapeau de la Croatie       | Matej Delač         | 20/08/1992 (32 ans) | Croatie espoirs    | Sarajevo                 |  |
| — | D  | Drapeau des Pays-Bas        | Nathan Aké          | 18/02/1995 (30 ans) | Pays-Bas espoirs   | Watford                  |  |
| — | D  | Drapeau du Danemark         | Andreas Christensen | 10/04/1996 (28 ans) | Danemark           | Borussia Mönchengladbach |  |
| — | D  | Drapeau du Chili            | Cristian Cuevas     | 02/04/1995 (29 ans) | Chili U20          | Saint-Trond              |  |
| — | D  | Drapeau de l'Écosse         | Alex Davey          | 24/11/1994 (30 ans) | Écosse U19         | Peterborough United      |  |
| — | D  | Drapeau de la Jamaïque      | Michael Hector      | 19/07/1992 (32 ans) | Jamaïque           | Reading                  |  |
| — | D  | Drapeau de la Tchéquie      | Tomáš Kalas         | 15/05/1993 (31 ans) | Tchéquie           | Middlesbrough            |  |
| — | D  | Drapeau de l'Angleterre     | Todd Kane           | 17/09/1993 (31 ans) | Angleterre U19     | NEC                      |  |
| — | D  | Drapeau de la Roumanie      | Cristian Manea      | 09/08/1997 (27 ans) | Roumanie           | Mouscron-Péruwelz        |  |
| — | D  | Drapeau du Nigeria          | Kenneth Omeruo      | 17/10/1993 (31 ans) | Nigeria            | Kasımpaşa                |  |
| — | D  | Drapeau du Brésil           | Wallace             | 01/05/1994 (30 ans) | Brésil U20         | Carpi                    |  |
| — | M  | Drapeau de la Côte d'Ivoire | Victorien Angban    | 29/09/1996 (28 ans) | Côte d'Ivoire U20  | Saint-Trond              |  |
| — | M  | Drapeau du Ghana            | Christian Atsu      | 10/01/1992 (33 ans) | Ghana              | Bournemouth              |  |
| — | M  | Drapeau de l'Angleterre     | Lewis Baker         | 25/04/1995 (29 ans) | Angleterre espoirs | Vitesse                  |  |
| — | M  | Drapeau de la France        | Jérémie Boga        | 03/01/1997 (28 ans) | France U19         | Rennes                   |  |
| — | M  | Drapeau de l'Angleterre     | Nathaniel Chalobah  | 12/12/1994 (30 ans) | Angleterre espoirs | Naples                   |  |
| — | M  | Drapeau de la Colombie      | Juan Cuadrado       | 26/05/1988 (36 ans) | Colombie           | Juventus                 |  |
| — | M  | Drapeau du Mexique          | Ulises Dávila       | 13/04/1991 (33 ans) | Mexique U20        | Vitória                  |  |
| — | M  | Drapeau de l'Angleterre     | Jordan Houghton     | 09/11/1995 (29 ans) | Angleterre U20     | Gillingham               |  |
| — | M  | Drapeau de l'Allemagne      | Marko Marin         | 13/03/1989 (36 ans) | Allemagne          | Trabzonspor              |  |
| — | M  | Drapeau du Nigeria          | Victor Moses        | 12/12/1990 (34 ans) | Nigeria            | West Ham United          |  |
| — | M  | Drapeau du Brésil           | Nathan              | 13/03/1996 (29 ans) | Brésil U20         | Vitesse                  |  |
| — | M  | Drapeau de la Serbie        | Danilo Pantić       | 26/10/1996 (28 ans) | Serbie U20         | Vitesse                  |  |
| — | M  | Drapeau de la Croatie       | Mario Pašalić       | 09/02/1995 (30 ans) | Croatie            | Monaco                   |  |
| — | M  | Drapeau du Brésil           | Lucas Piazon        | 20/01/1994 (31 ans) | Brésil U20         | Reading                  |  |
| — | M  | Drapeau des Pays-Bas        | Marco van Ginkel    | 01/12/1992 (32 ans) | Pays-Bas           | Stoke City               |  |
| — | A  | Drapeau de l'Angleterre     | Patrick Bamford     | 05/09/1993 (31 ans) | Angleterre espoirs | Crystal Palace           |  |
| — | A  | Drapeau de l'Angleterre     | Isaiah Brown        | 07/01/1997 (28 ans) | Angleterre U20     | Vitesse                  |  |
| — | A  | Drapeau de l'Écosse         | Islam Feruz         | 10/09/1995 (29 ans) | Écosse espoirs     | Hibernian                |  |
| — | A  | Drapeau de la Croatie       | Stipe Perica        | 07/07/1995 (29 ans) | Croatie espoirs    | Udinese                  |  |
| — | A  | Drapeau de la Colombie      | João Rodriguez      | 12/05/1996 (28 ans) | Colombie U20       | Saint-Trond              |  |
| — | A  | Drapeau de l'Angleterre     | Dominic Solanke     | 14/09/1997 (27 ans) | Angleterre U18     | Vitesse                  |  |

| N° | P. | Nat.                        | Nom                 | Date de naissance   | Sélection          | Club en prêt             |  |
| —  | G  | Drapeau de la Croatie       | Matej Delač         | 20/08/1992 (32 ans) | Croatie espoirs    | Sarajevo                 |  |
| —  | D  | Drapeau des Pays-Bas        | Nathan Aké          | 18/02/1995 (30 ans) | Pays-Bas espoirs   | Watford                  |  |
| —  | D  | Drapeau du Danemark         | Andreas Christensen | 10/04/1996 (28 ans) | Danemark           | Borussia Mönchengladbach |  |
| —  | D  | Drapeau du Chili            | Cristian Cuevas     | 02/04/1995 (29 ans) | Chili U20          | Saint-Trond              |  |
| —  | D  | Drapeau de l'Écosse         | Alex Davey          | 24/11/1994 (30 ans) | Écosse U19         | Peterborough United      |  |
| —  | D  | Drapeau de la Jamaïque      | Michael Hector      | 19/07/1992 (32 ans) | Jamaïque           | Reading                  |  |
| —  | D  | Drapeau de la Tchéquie      | Tomáš Kalas         | 15/05/1993 (31 ans) | Tchéquie           | Middlesbrough            |  |
| —  | D  | Drapeau de l'Angleterre     | Todd Kane           | 17/09/1993 (31 ans) | Angleterre U19     | NEC                      |  |
| —  | D  | Drapeau de la Roumanie      | Cristian Manea      | 09/08/1997 (27 ans) | Roumanie           | Mouscron-Péruwelz        |  |
| —  | D  | Drapeau du Nigeria          | Kenneth Omeruo      | 17/10/1993 (31 ans) | Nigeria            | Kasımpaşa                |  |
| —  | D  | Drapeau du Brésil           | Wallace             | 01/05/1994 (30 ans) | Brésil U20         | Carpi                    |  |
| —  | M  | Drapeau de la Côte d'Ivoire | Victorien Angban    | 29/09/1996 (28 ans) | Côte d'Ivoire U20  | Saint-Trond              |  |
| —  | M  | Drapeau du Ghana            | Christian Atsu      | 10/01/1992 (33 ans) | Ghana              | Bournemouth              |  |
| —  | M  | Drapeau de l'Angleterre     | Lewis Baker         | 25/04/1995 (29 ans) | Angleterre espoirs | Vitesse                  |  |
| —  | M  | Drapeau de la France        | Jérémie Boga        | 03/01/1997 (28 ans) | France U19         | Rennes                   |  |
| —  | M  | Drapeau de l'Angleterre     | Nathaniel Chalobah  | 12/12/1994 (30 ans) | Angleterre espoirs | Naples                   |  |
| —  | M  | Drapeau de la Colombie      | Juan Cuadrado       | 26/05/1988 (36 ans) | Colombie           | Juventus                 |  |
| —  | M  | Drapeau du Mexique          | Ulises Dávila       | 13/04/1991 (33 ans) | Mexique U20        | Vitória                  |  |
| —  | M  | Drapeau de l'Angleterre     | Jordan Houghton     | 09/11/1995 (29 ans) | Angleterre U20     | Gillingham               |  |
| —  | M  | Drapeau de l'Allemagne      | Marko Marin         | 13/03/1989 (36 ans) | Allemagne          | Trabzonspor              |  |
| —  | M  | Drapeau du Nigeria          | Victor Moses        | 12/12/1990 (34 ans) | Nigeria            | West Ham United          |  |
| —  | M  | Drapeau du Brésil           | Nathan              | 13/03/1996 (29 ans) | Brésil U20         | Vitesse                  |  |
| —  | M  | Drapeau de la Serbie        | Danilo Pantić       | 26/10/1996 (28 ans) | Serbie U20         | Vitesse                  |  |
| —  | M  | Drapeau de la Croatie       | Mario Pašalić       | 09/02/1995 (30 ans) | Croatie            | Monaco                   |  |
| —  | M  | Drapeau du Brésil           | Lucas Piazon        | 20/01/1994 (31 ans) | Brésil U20         | Reading                  |  |
| —  | M  | Drapeau des Pays-Bas        | Marco van Ginkel    | 01/12/1992 (32 ans) | Pays-Bas           | Stoke City               |  |
| —  | A  | Drapeau de l'Angleterre     | Patrick Bamford     | 05/09/1993 (31 ans) | Angleterre espoirs | Crystal Palace           |  |
| —  | A  | Drapeau de l'Angleterre     | Isaiah Brown        | 07/01/1997 (28 ans) | Angleterre U20     | Vitesse                  |  |
| —  | A  | Drapeau de l'Écosse         | Islam Feruz         | 10/09/1995 (29 ans) | Écosse espoirs     | Hibernian                |  |
| —  | A  | Drapeau de la Croatie       | Stipe Perica        | 07/07/1995 (29 ans) | Croatie espoirs    | Udinese                  |  |
| —  | A  | Drapeau de la Colombie      | João Rodriguez      | 12/05/1996 (28 ans) | Colombie U20       | Saint-Trond              |  |
| —  | A  | Drapeau de l'Angleterre     | Dominic Solanke     | 14/09/1997 (27 ans) | Angleterre U18     | Vitesse                  |  |

### Jeunes
| N° | Nat.                    | Poste | Nom du joueur      |
| -- | ----------------------- | ----- | ------------------ |
| 16 | Drapeau du Brésil       | A     | Kenedy             |
| 33 | Drapeau de l'Angleterre | G     | Mitchell Beeney    |
| 34 | Drapeau de l'Angleterre | D     | Ola Aina           |
| 37 | Drapeau de l'Angleterre | M     | Jake Clarke-Salter |
| 38 | Drapeau de l'Angleterre | M     | Jay Dasilva        |
| 40 | Drapeau de l'Angleterre | G     | Brad Collins       |
| 41 | Drapeau de l'Angleterre | M     | Charlie Colkett    |
| 49 | Drapeau de l'Angleterre | M     | John Swift         |
| 51 | Drapeau de la Zambie    | M     | Tika Musonda       |
| 57 | Drapeau de l'Angleterre | M     | Kasey Palmer       |
| 58 | Drapeau de l'Angleterre | M     | Charly Musonda     |

| No. | Nat.                    | Position | Nom du joueur     |
| --- | ----------------------- | -------- | ----------------- |
| —   | Drapeau de l'Angleterre | D        | Kevin Wright      |
| —   | Drapeau de l'Angleterre | D        | Dion Conroy       |
| —   | Drapeau du Canada       | D        | Fikayo Tomori     |
| —   | Drapeau de l'Angleterre | D        | Fankaty Dabo      |
| —   | Drapeau de l'Équateur   | M        | Josimar Quintero  |
| —   | Drapeau de la Pologne   | M        | Hubert Adamczyk   |
| —   | Drapeau de l'Angleterre | M        | Charlie Wakefield |
| —   | Drapeau de la Suisse    | M        | Miro Muheim       |
| —   | Drapeau de l'Angleterre | A        | Alex Kiwomya      |
| —   | Drapeau de l'Angleterre | A        | Tammy Abraham     |
| —   | Drapeau de l'Angleterre | A        | Reece Mitchell    |

## Tenues
Équipementier : Adidas 
 Sponsor : Yokohama Tyres
| Domicile |  | Domicile alt. |  | Extérieur |  |  | Extérieur alt. |  | Third |  | Third alt. |  | Gardien 1 |  | Gardien 2 |  |

## Statistiques

### Général
|                              | Premier League | Ligue des champions | Autres coupes | TOTAL |
| ---------------------------- | -------------- | ------------------- | ------------- | ----- |
| Matchs joués                 | 23             | 6                   | 4             | 33    |
| Matchs gagnés                | 7              | 4                   | 2             | 13    |
| Matchs nuls                  | 7              | 1                   | 1             | 9     |
| Matchs perdus                | 9              | 1                   | 1             | 11    |
| Buts marqués                 | 33             | 13                  | 7             | 53    |
| Buts encaissés               | 34             | 3                   | 3             | 40    |
| Différence de but            | -2             | +10                 | +4            | +13   |
| Matchs sans encaisser de but | 6              | 4                   | 1             | 11    |
| Cartons jaunes               | 36             | 10                  | 4             | 51    |
| Cartons rouges               | 3              | 0                   | 0             | 3     |

→ Mise à jour le 24 janvier 2016

### Meilleurs buteurs
| R      | Pos    | No.    | Joueur            | Premier League | FA Cup | League Cup | Ligue des champions | Community Shield | Total |
| ------ | ------ | ------ | ----------------- | -------------- | ------ | ---------- | ------------------- | ---------------- | ----- |
| 1      | MOC    | 8      | Oscar             | 1              | 0      | 0          | 1                   | 0                | 2     |
| 1      | BU     | 19     | Pedro             | 1              | 0      | 1          | 0                   | 0                | 2     |
| 1      | AD     | 17     | Diego Costa       | 1              | 0      | 0          | 2                   | 0                | 2     |
| 2      | MG     | 16     | Kenedy            | 0              | 0      | 1          | 0                   | 0                | 1     |
| 2      | MG     | 10     | Eden Hazard       | 1              | 1      | 0          | 0                   | 0                | 1     |
| 2      | DC     | 5      | Kurt Zouma        | 1              | 0      | 0          | 1                   | 0                | 1     |
| 2      | MDC    | 7      | Ramires           | 0              | 0      | 1          | 0                   | 0                | 1     |
| 2      | BU     | 18     | Loïc Rémy         | 0              | 0      | 1          | 0                   | 0                | 1     |
| 2      | DC     | 28     | César Azpilicueta | 1              | 0      | 0          | 0                   | 0                | 1     |
| 2      | MC     | 4      | Cesc Fàbregas     | 2              | 0      | 0          | 1                   | 0                | 1     |
| 2      | BU     | 9      | Radamel Falcao    | 1              | 0      | 0          | 0                   | 0                | 1     |
| 2      | MDC    | 21     | Nemanja Matić     | 1              | 0      | 0          | 0                   | 0                | 1     |
| 2      | MOD    | 22     | Willian           | 0              | 0      | 0          | 1                   | 0                | 1     |
| TOTAUX | TOTAUX | TOTAUX | TOTAUX            | 9              | 0      | 4          | 4                   | 0                | 17    |

→ Mise à jour le 25 septembre 2015

### Matchs sans encaisser de but
| R      | No.    | Joueur           | Premier League | FA Cup | League Cup | Ligue des champions | Community Shield | Total |
| ------ | ------ | ---------------- | -------------- | ------ | ---------- | ------------------- | ---------------- | ----- |
| 1      | 1      | Asmir Begović    | 1              | 0      | 0          | 1                   | 0                | 2     |
| 2      | 13     | Thibaut Courtois | 0              | 0      | 0          | 0                   | 0                | 0     |
| TOTAUX | TOTAUX | TOTAUX           | 1              | 0      | 0          | 1                   | 0                | 2     |

→ Mise à jour le 25 septembre 2015